# Convocazioni per la Copa América 2007
Elenco dei giocatori convocati da ciascuna nazionale partecipante alla Copa América 2007.

## Gruppo A

### Venezuela
Commissario tecnico:  Richard Páez
| N. | Pos. | Giocatore           | Data nascita (età)         | Pres. | Reti | Squadra                  |
| -- | ---- | ------------------- | -------------------------- | ----- | ---- | ------------------------ |
| 1  | P    | Renny Vega          | 4 luglio 1979 (27 anni)    | 20    | 0    | Carabobo                 |
| 12 | P    | Javier Toyo         | 12 ottobre 1977 (29 anni)  | 7     | 0    | Caracas                  |
| 2  | D    | Luis Vallenilla     | 13 marzo 1974 (33 anni)    | 70    | 1    | UA Maracaibo             |
| 3  | D    | José Manuel Rey     | 20 maggio 1975 (32 anni)   | 81    | 6    | AEK Larnaca              |
| 4  | D    | Oswaldo Vizcarrondo | 31 maggio 1984 (23 anni)   | 11    | 0    | Caracas                  |
| 6  | D    | Alejandro Cichero   | 24 aprile 1977 (30 anni)   | 40    | 1    | Litex Lovech             |
| 13 | D    | Leonel Vielma       | 30 agosto 1978 (28 anni)   | 42    | 2    | Caracas                  |
| 17 | D    | Jorge Rojas         | 1º ottobre 1977 (29 anni)  | 57    | 1    | Deportivo Cali           |
| 20 | D    | Héctor González     | 4 novembre 1977 (29 anni)  | 45    | 4    | AEK Larnaca              |
| 21 | D    | Andrés Rouga        | 2 marzo 1982 (25 anni)     | 16    | 0    | Caracas                  |
| 5  | C    | Miguel Mea Vitali   | 19 febbraio 1981 (26 anni) | 58    | 1    | UA Maracaibo             |
| 8  | C    | Luis Vera           | 9 marzo 1973 (34 anni)     | 45    | 2    | Caracas                  |
| 10 | C    | César González      | 1º ottobre 1982 (24 anni)  | 10    | 1    | Caracas                  |
| 11 | C    | Ricardo Páez        | 9 febbraio 1979 (28 anni)  | 54    | 6    | Mineros de Guayana       |
| 14 | C    | Alejandro Guerra    | 9 luglio 1985 (21 anni)    | 12    | 1    | Caracas                  |
| 16 | C    | Edder Pérez         | 3 luglio 1983 (23 anni)    |       |      | Marítimo                 |
| 18 | C    | Juan Arango         | 16 maggio 1980 (27 anni)   | 58    | 23   | Maiorca                  |
| 22 | C    | Pedro Fernández     | 27 luglio 1977 (29 anni)   |       |      | UA Maracaibo             |
| 7  | A    | José Torrealba      | 13 giugno 1980 (27 anni)   | 12    | 3    | Mamelodi Sundowns        |
| 9  | A    | Giancarlo Maldonado | 29 giugno 1982 (24 anni)   | 20    | 6    | Club Deportivo O'Higgins |
| 15 | A    | Fernando de Ornelas | 29 luglio 1976 (30 anni)   | 22    | 5    | Odd Grenland             |
| 19 | A    | Daniel Arismendi    | 4 luglio 1982 (24 anni)    |       | 5    | UA Maracaibo             |

### Uruguay
Commissario tecnico:  Óscar Tabárez
| N. | Pos. | Giocatore            | Data nascita (età)          | Pres. | Reti | Squadra             |
| -- | ---- | -------------------- | --------------------------- | ----- | ---- | ------------------- |
| 1  | P    | Fabián Carini        | 26 dicembre 1979 (27 anni)  | 58    |      | Inter               |
| 12 | P    | Juan Castillo        | 17 aprile 1978 (29 anni)    |       |      | Peñarol             |
| 2  | D    | Diego Lugano         | 2 novembre 1980 (26 anni)   | 13    |      | Fenerbahçe          |
| 3  | D    | Diego Godín          | 2 aprile 1986 (21 anni)     | 11    |      | Nacional            |
| 4  | D    | Jorge Fucile         | 19 dicembre 1984 (22 anni)  |       |      | Porto               |
| 6  | D    | Darío Rodríguez      | 17 settembre 1974 (32 anni) | 45    |      | Schalke 04          |
| 16 | D    | Maxi Pereira         | 8 giugno 1984 (23 anni)     |       |      | Defensor Sporting   |
| 17 | D    | Carlos Adrián Valdez | 2 maggio 1983 (24 anni)     |       |      | Nacional            |
| 19 | D    | Andrés Scotti        | 14 dicembre 1975 (31 anni)  |       |      | Rubin Kazan         |
| 5  | C    | Pablo García         | 11 maggio 1977 (30 anni)    | 57    |      | Real Madrid         |
| 7  | C    | Cristian Rodríguez   | 30 settembre 1985 (21 anni) |       |      | Paris Saint-Germain |
| 8  | C    | Walter Gargano       | 27 luglio 1984 (22 anni)    |       |      | Danubio             |
| 9  | C    | Gonzalo Vargas       | 22 settembre 1981 (25 anni) |       |      | Monaco              |
| 11 | C    | Fabián Estoyanoff    | 27 settembre 1982 (24 anni) | 29    |      | Valencia            |
| 14 | C    | Carlos Diogo         | 18 luglio 1983 (23 anni)    |       |      | Real Saragozza      |
| 15 | C    | Diego Pérez          | 18 maggio 1980 (27 anni)    |       |      | Monaco              |
| 18 | C    | Fabián Canobbio      | 8 marzo 1980 (27 anni)      | 7     |      | Celta Vigo          |
| 20 | C    | Ignacio González     | 14 maggio 1982 (25 anni)    |       |      | Danubio             |
| 10 | A    | Álvaro Recoba        | 17 marzo 1976 (31 anni)     |       |      | Inter               |
| 13 | A    | Sebastián Abreu      | 17 ottobre 1976 (30 anni)   | 28    |      | Tigres UANL         |
| 21 | A    | Diego Forlán         | 19 maggio 1979 (28 anni)    | 36    |      | Atlético Madrid     |
| 22 | A    | Vicente Sánchez      | 7 dicembre 1979 (27 anni)   | 18    |      | Toluca              |

### Perù
Commissario tecnico:  Julio César Uribe
| N. | Pos. | Giocatore              | Data nascita (età)         | Pres. | Reti | Squadra                |
| -- | ---- | ---------------------- | -------------------------- | ----- | ---- | ---------------------- |
| 1  | P    | Leao Butrón            | 6 marzo 1977 (30 anni)     |       |      | Universidad San Martín |
| 12 | P    | George Forsyth         | 20 giugno 1982 (25 anni)   |       |      | Alianza Lima           |
| 21 | P    | Juan Flores            | 25 febbraio 1976 (31 anni) |       |      | Cienciano              |
| 2  | D    | Miguel Villalta        | 16 giugno 1981 (26 anni)   |       |      | Sporting Cristal       |
| 3  | D    | Santiago Acasiete      | 22 novembre 1977 (29 anni) |       |      | Almería                |
| 4  | D    | Walter Vílchez         | 20 febbraio 1983 (24 anni) |       |      | Puebla                 |
| 5  | D    | Alberto Rodríguez      | 31 marzo 1984 (23 anni)    |       |      | Sporting Braga         |
| 6  | D    | Jhoel Herrera          | 9 luglio 1980 (26 anni)    |       |      | GKS Bełchatów          |
| 13 | D    | Paolo de la Haza       | 30 novembre 1983 (23 anni) |       |      | Cienciano              |
| 22 | D    | John Galliquio         | 1º dicembre 1979 (27 anni) |       |      | Dinamo Bucarest        |
| 7  | C    | Jair Céspedes          | 22 maggio 1984 (23 anni)   |       |      | Sport Boys             |
| 8  | C    | Juan Carlos Bazalar    | 23 febbraio 1968 (39 anni) |       |      | Cienciano              |
| 10 | C    | Juan Carlos Mariño     | 2 gennaio 1982 (25 anni)   |       |      | Cienciano              |
| 15 | C    | Edgar Villamarín       | 1º aprile 1983 (24 anni)   |       |      | Cienciano              |
| 18 | C    | Pedro García           | 14 marzo 1974 (33 anni)    |       |      | Universidad San Martín |
| 19 | C    | Damián Ísmodes         | 10 marzo 1989 (18 anni)    |       |      | Sporting Cristal       |
| 9  | A    | José Paolo Guerrero    | 1º gennaio 1984 (23 anni)  |       |      | Amburgo                |
| 11 | A    | Ysrael Zúñiga          | 27 agosto 1976 (30 anni)   |       |      | Melgar                 |
| 14 | A    | Claudio Pizarro        | 3 agosto 1978 (28 anni)    |       |      | Chelsea                |
| 16 | A    | Andrés Augusto Mendoza | 26 aprile 1978 (29 anni)   |       |      | Metalurg Donetsk       |
| 17 | A    | Jefferson Farfán       | 20 ottobre 1984 (22 anni)  |       |      | PSV                    |
| 20 | A    | Roberto Jiménez        | 26 aprile 1983 (24 anni)   |       |      | San Lorenzo            |

### Bolivia
Commissario tecnico:  Erwin Sánchez
| N. | Pos. | Giocatore           | Data nascita (età)          | Pres. | Reti | Squadra            |
| -- | ---- | ------------------- | --------------------------- | ----- | ---- | ------------------ |
| 1  | P    | Hugo Suárez         | 7 febbraio 1982 (25 anni)   |       |      | Jorge Wilstermann  |
| 12 | P    | Sergio Galarza      | 25 agosto 1975 (31 anni)    |       |      | Oriente Petrolero  |
| 2  | D    | Juan Manuel Peña    | 17 gennaio 1982 (25 anni)   |       |      | Villarreal         |
| 3  | D    | Limbert Méndez      | 12 aprile 1978 (29 anni)    |       |      | Jorge Wilstermann  |
| 4  | D    | Lorgio Álvarez      | 11 settembre 1976 (30 anni) |       |      | Cerro Porteño      |
| 13 | D    | Edemir Rodríguez    | 21 giugno 1981 (26 anni)    |       |      | Club Universitario |
| 14 | D    | Miguel Hoyos        | 26 maggio 1978 (29 anni)    |       |      | The Strongest      |
| 15 | D    | Jorge Antonio Ortiz | 1º giugno 1984 (23 anni)    |       |      | Blooming           |
| 16 | D    | Ronald Raldes       | 20 aprile 1981 (26 anni)    |       |      | Rosario Central    |
| 5  | C    | Leonel Reyes        | 19 novembre 1976 (30 anni)  |       |      | Bolívar            |
| 6  | C    | Ronald García       | 9 gennaio 1979 (28 anni)    |       |      | Aris Salonicco     |
| 8  | C    | Gualberto Mojica    | 2 settembre 1982 (24 anni)  |       |      | Paços de Ferreira  |
| 10 | C    | Joselito Vaca       | 4 aprile 1979 (28 anni)     |       |      | Blooming           |
| 18 | C    | Gonzalo Galindo     | 8 febbraio 1976 (31 anni)   |       |      | The Strongest      |
| 20 | C    | Sacha Lima          | 22 maggio 1987 (20 anni)    |       |      | Jorge Wilstermann  |
| 21 | C    | Jhasmani Campos     | 3 gennaio 1980 (27 anni)    |       |      | Oriente Petrolero  |
| 22 | C    | Darwin Peña         | 8 agosto 1977 (29 anni)     |       |      | Real Potosí        |
| 7  | A    | Nelson Sossa        | 15 maggio 1986 (21 anni)    |       |      | Jorge Wilstermann  |
| 9  | A    | Jaime Moreno        | 19 ottobre 1974 (32 anni)   |       |      | D.C. United        |
| 11 | A    | Diego Cabrera       | 17 giugno 1984 (23 anni)    |       |      | Aurora             |
| 17 | A    | Juan Carlos Arce    | 10 aprile 1985 (22 anni)    |       |      | Corinthians        |
| 19 | A    | Augusto Andaveris   | 11 marzo 1979 (28 anni)     |       |      | La Paz             |

## Gruppo B

### Brasile
Commissario tecnico:  Dunga
| N. | Pos. | Giocatore      | Data nascita (età)          | Pres. | Reti | Squadra           |
| -- | ---- | -------------- | --------------------------- | ----- | ---- | ----------------- |
| 1  | P    | Hélton         | 18 maggio 1978 (29 anni)    | 4     | 0    | Porto             |
| 12 | P    | Doni           | 22 ottobre 1979 (27 anni)   | 1     | 0    | Roma              |
| 2  | D    | Maicon         | 26 luglio 1981 (25 anni)    | 17    | 0    | Inter             |
| 3  | D    | Alex           | 17 giugno 1982 (25 anni)    | 5     | 0    | Chelsea           |
| 4  | D    | Juan           | 1º febbraio 1979 (28 anni)  | 53    | 3    | Bayer Leverkusen  |
| 6  | D    | Gilberto       | 25 aprile 1976 (31 anni)    | 17    | 1    | Hertha Berlino    |
| 13 | D    | Daniel Alves   | 6 maggio 1983 (24 anni)     | 6     | 0    | Siviglia          |
| 14 | D    | Alex Silva     | 10 marzo 1985 (22 anni)     | 0     | 0    | San Paolo         |
| 15 | D    | Naldo          | 10 settembre 1982 (24 anni) | 2     | 0    | Werder Brema      |
| 16 | D    | Kléber         | 1º aprile 1980 (27 anni)    | 8     | 0    | Santos            |
| 5  | C    | Mineiro        | 2 agosto 1975 (31 anni)     | 8     | 0    | Hertha Berlino    |
| 7  | C    | Elano          | 14 giugno 1981 (26 anni)    | 12    | 2    | Shakhtar Donetsk  |
| 8  | C    | Gilberto Silva | 7 ottobre 1976 (30 anni)    | 54    | 3    | Arsenal           |
| 10 | C    | Diego          | 28 febbraio 1985 (22 anni)  | 13    | 1    | Werder Brema      |
| 17 | C    | Josué          | 19 luglio 1979 (27 anni)    | 2     | 0    | San Paolo         |
| 18 | C    | Fernando       | 3 maggio 1981 (26 anni)     | 1     | 0    | Bordeaux          |
| 19 | C    | Júlio Baptista | 1º ottobre 1981 (25 anni)   | 20    | 3    | Real Madrid       |
| 20 | C    | Anderson       | 13 aprile 1988 (19 anni)    | 0     | 0    | Manchester United |
| 9  | A    | Vágner Love    | 11 giugno 1984 (23 anni)    | 8     | 2    | CSKA Mosca        |
| 11 | A    | Robinho        | 25 gennaio 1984 (23 anni)   | 34    | 7    | Real Madrid       |
| 21 | A    | Afonso Alves   | 20 gennaio 1981 (26 anni)   | 2     | 0    | Heerenveen        |
| 22 | A    | Fred           | 3 ottobre 1983 (23 anni)    | 10    | 4    | Olympique Lione   |

### Cile
Commissario tecnico:  Nelson Acosta
| N. | Pos. | Giocatore          | Data nascita (età)         | Pres. | Reti | Squadra              |
| -- | ---- | ------------------ | -------------------------- | ----- | ---- | -------------------- |
| 1  | P    | Claudio Bravo      | 13 aprile 1983 (24 anni)   | 12    |      | Real Sociedad        |
| 12 | P    | Nicolás Peric      | 19 ottobre 1978 (28 anni)  | 4     |      | Audax Italiano       |
| 3  | D    | Sebastián Rocco    | 26 giugno 1983 (24 anni)   | 6     |      | Santiago Wanderers   |
| 4  | D    | Ismael Fuentes     | 4 agosto 1981 (25 anni)    | 8     |      | Chiapas              |
| 5  | D    | Miguel Riffo       | 21 giugno 1981 (26 anni)   | 1     |      | Colo Colo            |
| 13 | D    | Jorge Vargas       | 8 febbraio 1976 (31 anni)  | 36    |      | Red Bull Salisburgo  |
| 15 | D    | Pablo Contreras    | 9 novembre 1978 (28 anni)  | 37    |      | Celta Vigo           |
| 19 | D    | Gonzalo Jara       | 29 maggio 1985 (22 anni)   | 7     |      | Colo Colo            |
| 2  | C    | Álvaro Ormeño      | 4 aprile 1979 (28 anni)    | 2     |      | Gimnasia La Plata    |
| 6  | C    | José Luis Cabión   | 14 novembre 1983 (23 anni) | 5     |      | Deportes Melipilla   |
| 7  | C    | Rodrigo Tello      | 14 ottobre 1979 (27 anni)  | 26    |      | Beşiktaş             |
| 14 | C    | Matías Fernández   | 15 maggio 1986 (21 anni)   | 9     |      | Villarreal           |
| 16 | C    | Manuel Iturra      | 23 giugno 1984 (23 anni)   | 15    |      | Universidad de Chile |
| 17 | C    | Arturo Sanhueza    | 11 marzo 1979 (28 anni)    | 12    |      | Colo Colo            |
| 18 | C    | Rodrigo Meléndez   | 3 ottobre 1977 (29 anni)   | 24    |      | Colo Colo            |
| 20 | C    | Gonzalo Fierro     | 21 marzo 1983 (24 anni)    | 3     |      | Colo Colo            |
| 21 | C    | Carlos Villanueva  | 5 febbraio 1986 (21 anni)  | 4     |      | Audax Italiano       |
| 8  | A    | Humberto Suazo     | 10 maggio 1981 (26 anni)   | 12    |      | Monterrey            |
| 9  | A    | Reinaldo Navia     | 10 maggio 1979 (28 anni)   | 39    |      | Atlas                |
| 10 | A    | Jorge Valdivia     | 19 ottobre 1983 (23 anni)  | 21    |      | Palmeiras            |
| 11 | A    | Mark González      | 10 maggio 1984 (23 anni)   | 16    |      | Real Betis           |
| 22 | A    | Juan Gonzalo Lorca | 15 gennaio 1985 (22 anni)  | 5     |      | Colo Colo            |

### Messico
Il 26 giugno 2007 Luis Ángel Landín sostituisce Jared Borgetti per infortunio.
Commissario tecnico:  Hugo Sánchez
| N. | Pos. | Giocatore                  | Data nascita (età)          | Pres. | Reti | Squadra            |
| -- | ---- | -------------------------- | --------------------------- | ----- | ---- | ------------------ |
| 1  | P    | Oswaldo Sánchez            | 21 settembre 1973 (33 anni) | 81    | 0    | Santos Laguna      |
| 13 | P    | Guillermo Ochoa            | 13 luglio 1985 (21 anni)    | 6     | 0    | América            |
| 2  | D    | Jonny Magallón             | 21 novembre 1981 (25 anni)  | 10    | 0    | Chivas Guadalajara |
| 3  | D    | Fausto Pinto               | 8 agosto 1983 (23 anni)     | 0     | 0    | Pachuca            |
| 4  | D    | Rafael Márquez             | 13 febbraio 1979 (28 anni)  | 76    | 9    | Barcellona         |
| 14 | D    | Gonzalo Pineda             | 8 agosto 1983 (23 anni)     | 37    | 1    | Chivas Guadalajara |
| 15 | D    | José Antonio Castro        | 11 agosto 1980 (26 anni)    | 19    | 0    | América            |
| 22 | D    | Francisco Javier Rodríguez | 20 ottobre 1981 (25 anni)   | 38    | 1    | Chivas Guadalajara |
| 5  | C    | Israel Castro              | 20 ottobre 1980 (26 anni)   |       |      | Pumas UNAM         |
| 6  | C    | Gerardo Torrado            | 30 aprile 1979 (28 anni)    | 71    | 3    | Cruz Azul          |
| 8  | C    | Jaime Correa               | 6 agosto 1979 (27 anni)     | 0     | 0    | Pachuca            |
| 11 | C    | Ramón Morales              | 10 ottobre 1975 (31 anni)   | 51    | 5    | Chivas Guadalajara |
| 16 | C    | Jaime Lozano               | 29 settembre 1979 (27 anni) | 29    | 12   | Tigres UANL        |
| 18 | C    | Andrés Guardado            | 28 settembre 1986 (20 anni) | 19    | 1    | Atlas              |
| 20 | C    | Fernando Arce              | 24 aprile 1980 (27 anni)    | 19    | 1    | Morelia            |
| 7  | A    | Alberto Medina             | 29 maggio 1983 (24 anni)    | 34    | 2    | Chivas Guadalajara |
| 9  | A    | Luis Ángel Landín          | 23 luglio 1985 (21 anni)    | 1     | 0    | Morelia            |
| 10 | A    | Cuauhtémoc Blanco          | 17 gennaio 1973 (34 anni)   | 92    | 32   | Chicago Fire       |
| 12 | A    | Juan Carlos Cacho          | 3 maggio 1982 (25 anni)     | 0     | 0    | Pachuca            |
| 17 | A    | Adolfo Bautista            | 15 maggio 1979 (28 anni)    | 26    | 8    | Chiapas            |
| 19 | A    | Omar Bravo                 | 4 marzo 1980 (27 anni)      | 41    | 10   | Chivas Guadalajara |
| 21 | A    | Nery Castillo              | 13 giugno 1984 (23 anni)    | 4     | 2    | Olympiacos         |

### Ecuador
Il 15 giugno 2007 Pedro Quiñónez sostituisce Luis Caicedo per infortunio.
Commissario tecnico:  Luis Fernando Suárez
| N. | Pos. | Giocatore         | Data nascita (età)          | Pres. | Reti | Squadra           |
| -- | ---- | ----------------- | --------------------------- | ----- | ---- | ----------------- |
| 1  | P    | Marcelo Elizaga   | 19 aprile 1972 (35 anni)    | 1     | 0    | Emelec            |
| 12 | P    | Cristian Mora     | 26 agosto 1979 (27 anni)    | 12    | 0    | LDU Quito         |
| 2  | D    | Jorge Guagua      | 28 settembre 1981 (25 anni) | 16    | 1    | Colón de Santa Fe |
| 3  | D    | Iván Hurtado      | 16 agosto 1974 (32 anni)    | 137   | 5    | Atlético Nacional |
| 4  | D    | Ulises de la Cruz | 8 febbraio 1974 (33 anni)   | 90    | 5    | Reading           |
| 13 | D    | Renán Calle       | 8 settembre 1976 (30 anni)  |       |      | LDU Quito         |
| 15 | D    | Óscar Bagüí       | 10 febbraio 1983 (24 anni)  |       |      | Olmedo            |
| 17 | D    | Giovanny Espinoza | 12 aprile 1977 (30 anni)    | 97    | 7    | Vitesse           |
| 18 | D    | Neicer Reasco     | 23 luglio 1977 (29 anni)    | 34    | 0    | San Paolo         |
| 19 | D    | Walter Ayoví      | 11 agosto 1979 (27 anni)    |       |      | El National       |
| 5  | C    | Patricio Urrutia  | 15 ottobre 1977 (29 anni)   |       |      | LDU Quito         |
| 6  | C    | Pedro Quiñónez    | 4 marzo 1986 (21 anni)      |       |      | El National       |
| 7  | C    | David Quiroz      | 8 settembre 1982 (24 anni)  |       |      | El National       |
| 8  | C    | Édison Méndez     | 16 marzo 1979 (28 anni)     | 68    | 10   | PSV               |
| 14 | C    | Segundo Castillo  | 15 maggio 1982 (25 anni)    |       |      | Stella Rossa      |
| 16 | C    | Antonio Valencia  | 4 agosto 1985 (21 anni)     | 19    | 4    | Villarreal        |
| 20 | C    | Edwin Tenorio     | 16 giugno 1976 (31 anni)    |       |      | LDU Quito         |
| 9  | A    | Félix Borja       | 2 aprile 1983 (24 anni)     | 8     | 3    | Olympiacos        |
| 10 | A    | Felipe Caicedo    | 5 settembre 1988 (18 anni)  | 2     | 1    | Basilea           |
| 11 | A    | Christian Benítez | 1º maggio 1986 (21 anni)    | 8     | 3    | Santos Laguna     |
| 21 | A    | Carlos Tenorio    | 14 maggio 1979 (28 anni)    | 31    | 10   | Al-Sadd           |
| 22 | A    | Pablo Palacios    | 5 febbraio 1982 (25 anni)   |       |      | Deportivo Quito   |

## Gruppo C

### Argentina
Il 18 giugno 2007 Agustín Orión sostituisce Óscar Ustari per infortunio.
Commissario tecnico:  Alfio Basile
| N. | Pos. | Giocatore             | Data nascita (età)         | Pres. | Reti | Squadra           |
| -- | ---- | --------------------- | -------------------------- | ----- | ---- | ----------------- |
| 1  | P    | Roberto Abbondanzieri | 19 agosto 1972 (34 anni)   | 30    | 0    | Getafe            |
| 12 | P    | Juan Pablo Carrizo    | 6 maggio 1984 (23 anni)    | 5     | 0    | River Plate       |
| 22 | P    | Agustín Orión         | 26 giugno 1981 (26 anni)   | 1     | 0    | San Lorenzo       |
| 2  | D    | Roberto Ayala         | 14 aprile 1973 (34 anni)   | 109   | 7    | Valencia          |
| 3  | D    | Daniel Díaz           | 13 marzo 1979 (28 anni)    | 3     | 0    | Boca Juniors      |
| 4  | D    | Hugo Ibarra           | 1º aprile 1974 (33 anni)   | 7     | 0    | Boca Juniors      |
| 6  | D    | Gabriel Heinze        | 19 aprile 1978 (29 anni)   | 34    | 1    | Manchester United |
| 14 | D    | Javier Mascherano     | 8 giugno 1984 (23 anni)    | 22    | 0    | Liverpool         |
| 15 | D    | Gabriel Milito        | 7 settembre 1980 (26 anni) | 19    | 0    | Barcellona        |
| 17 | D    | Nicolás Burdisso      | 12 aprile 1981 (26 anni)   | 13    | 0    | Inter             |
| 5  | C    | Fernando Gago         | 10 aprile 1986 (21 anni)   | 1     | 0    | Real Madrid       |
| 8  | C    | Javier Zanetti        | 10 agosto 1973 (33 anni)   | 103   | 5    | Inter             |
| 10 | C    | Juan Román Riquelme   | 24 giugno 1978 (29 anni)   | 38    | 8    | Boca Juniors      |
| 13 | C    | Lucho González        | 19 gennaio 1981 (26 anni)  | 33    | 5    | Porto             |
| 19 | C    | Esteban Cambiasso     | 18 agosto 1980 (26 anni)   | 28    | 2    | Inter             |
| 20 | C    | Juan Sebastián Verón  | 9 marzo 1975 (32 anni)     | 58    | 9    | Estudiantes       |
| 7  | A    | Rodrigo Palacio       | 5 febbraio 1982 (25 anni)  | 4     | 0    | Boca Juniors      |
| 9  | A    | Hernán Crespo         | 5 luglio 1975 (31 anni)    | 62    | 32   | Inter             |
| 11 | A    | Carlos Tévez          | 5 febbraio 1984 (23 anni)  | 27    | 4    | West Ham United   |
| 16 | A    | Pablo Aimar           | 3 novembre 1979 (27 anni)  | 44    | 7    | Real Saragozza    |
| 18 | A    | Lionel Messi          | 24 giugno 1987 (20 anni)   | 14    | 4    | Barcellona        |
| 21 | A    | Diego Milito          | 12 giugno 1979 (28 anni)   | 10    | 3    | Real Saragozza    |

### Paraguay
Commissario tecnico:  Gerardo Martino
| N. | Pos. | Giocatore               | Data nascita (età)          | Pres. | Reti | Squadra           |
| -- | ---- | ----------------------- | --------------------------- | ----- | ---- | ----------------- |
| 1  | P    | Justo Villar            | 30 giugno 1977 (29 anni)    | 44    | 0    | Newell's Old Boys |
| 12 | P    | Joel Zayas              | 17 settembre 1977 (29 anni) | 0     | 0    | Bolívar           |
| 22 | P    | Aldo Bobadilla          | 20 aprile 1976 (31 anni)    | 11    | 0    | Boca Juniors      |
| 2  | D    | Darío Verón             | 26 luglio 1979 (27 anni)    | 6     | 0    | Pumas UNAM        |
| 3  | D    | Claudio Morel Rodríguez | 2 febbraio 1978 (29 anni)   | 8     | 0    | Boca Juniors      |
| 4  | D    | Julio Manzur            | 22 giugno 1981 (26 anni)    | 20    | 0    | Pachuca           |
| 5  | D    | Julio César Cáceres     | 5 ottobre 1979 (27 anni)    | 38    | 2    | Tigres UANL       |
| 14 | D    | Paulo da Silva          | 1º febbraio 1980 (27 anni)  | 41    | 0    | Toluca            |
| 20 | D    | Enrique Vera            | 10 marzo 1979 (28 anni)     | 4     | 0    | LDU Quito         |
| 6  | C    | Carlos Bonet            | 2 ottobre 1977 (29 anni)    | 39    | 1    | Libertad          |
| 8  | C    | Édgar Barreto           | 15 luglio 1984 (22 anni)    | 22    | 0    | NEC               |
| 10 | C    | Julio dos Santos        | 5 maggio 1983 (24 anni)     | 23    | 5    | Bayern Monaco     |
| 11 | C    | Aureliano Torres        | 16 giugno 1982 (25 anni)    | 14    | 1    | San Lorenzo       |
| 13 | C    | Domingo Salcedo         | 9 novembre 1983 (23 anni)   | 6     | 0    | Cerro Porteño     |
| 15 | C    | Edgar Daniel González   | 4 ottobre 1979 (27 anni)    | 11    | 0    | Cerro Porteño     |
| 16 | C    | Cristian Riveros        | 16 ottobre 1982 (24 anni)   | 19    | 1    | Libertad          |
| 19 | C    | Jonathan Santana        | 19 ottobre 1981 (25 anni)   | 1     | 0    | Wolfsburg         |
| 7  | A    | Salvador Cabañas        | 5 agosto 1980 (26 anni)     | 22    | 1    | América           |
| 9  | A    | Roque Santa Cruz        | 16 agosto 1981 (25 anni)    | 50    | 14   | Bayern Monaco     |
| 17 | A    | Dante López             | 16 agosto 1983 (23 anni)    | 11    | 3    | Crotone           |
| 18 | A    | Óscar Cardozo           | 20 maggio 1983 (24 anni)    | 5     | 1    | Benfica           |
| 21 | A    | Nelson Cuevas           | 10 gennaio 1980 (27 anni)   | 41    | 6    | América           |

### Colombia
Commissario tecnico:  Jorge Luis Pinto
| N. | Pos. | Giocatore                | Data nascita (età)          | Pres. | Reti | Squadra                |
| -- | ---- | ------------------------ | --------------------------- | ----- | ---- | ---------------------- |
| 1  | P    | Miguel Calero            | 14 aprile 1971 (36 anni)    |       |      | Pachuca                |
| 12 | P    | Róbinson Zapata          | 30 settembre 1978 (28 anni) |       |      | Cúcuta Deportivo       |
| 2  | D    | Iván Córdoba             | 11 agosto 1976 (30 anni)    |       |      | Inter                  |
| 3  | D    | Mario Yepes              | 13 gennaio 1976 (31 anni)   |       |      | Paris Saint-Germain    |
| 4  | D    | Gerardo Vallejo          | 3 ottobre 1976 (30 anni)    |       |      | Deportes Tolima        |
| 5  | D    | Javier Arizala           | 21 aprile 1984 (23 anni)    |       |      | Deportes Tolima        |
| 14 | D    | Luis Amaranto Perea      | 30 gennaio 1979 (28 anni)   |       |      | Atlético Madrid        |
| 16 | D    | Jair Benítez             | 12 gennaio 1979 (28 anni)   |       |      | Deportivo Cali         |
| 22 | D    | Juan Camilo Zúñiga       | 14 dicembre 1985 (21 anni)  |       |      | Atlético Nacional      |
| 6  | C    | Fabián Vargas            | 17 aprile 1980 (27 anni)    |       |      | International          |
| 8  | C    | David Ferreira           | 9 agosto 1979 (27 anni)     |       |      | Atlético Paranaense    |
| 9  | C    | Álvaro Domínguez         | 10 agosto 1981 (25 anni)    |       |      | Deportivo Cali         |
| 13 | C    | Vladimir Marín           | 26 settembre 1979 (27 anni) |       |      | Libertad               |
| 15 | C    | Jhon Viáfara             | 27 ottobre 1978 (28 anni)   |       |      | Southampton            |
| 17 | C    | Jaime Alberto Castrillón | 5 aprile 1983 (24 anni)     |       |      | Independiente Medellín |
| 20 | C    | Macnelly Torres          | 1º novembre 1984 (22 anni)  |       |      | Cúcuta Deportivo       |
| 21 | C    | Jorge Banguero           | 4 ottobre 1974 (32 anni)    |       |      | América de Cali        |
| 7  | A    | Edixon Perea             | 20 aprile 1984 (23 anni)    |       |      | Bordeaux               |
| 10 | A    | Andrés Chitiva           | 13 agosto 1979 (27 anni)    |       |      | Pachuca                |
| 11 | A    | Hugo Rodallega           | 25 luglio 1985 (21 anni)    |       |      | Necaxa                 |
| 18 | A    | Luis Gabriel Rey         | 20 febbraio 1980 (27 anni)  |       |      | Pachuca                |
| 19 | A    | César Valoyes            | 5 gennaio 1984 (23 anni)    |       |      | Independiente Medellín |

### Stati Uniti
Commissario tecnico:  Bob Bradley
| N. | Pos. | Giocatore          | Data nascita (età)         | Pres. | Reti | Squadra                  |
| -- | ---- | ------------------ | -------------------------- | ----- | ---- | ------------------------ |
| 18 | P    | Kasey Keller       | 29 novembre 1969 (37 anni) | 100   | 0    | Borussia Mönchengladbach |
| 23 | P    | Brad Guzan         | 9 settembre 1984 (22 anni) | 1     | 0    | Chivas USA               |
| 2  | D    | Marvell Wynne      | 8 maggio 1986 (21 anni)    | 0     | 0    | Toronto FC               |
| 3  | D    | Jay DeMerit        | 4 dicembre 1979 (27 anni)  | 3     | 0    | Watford                  |
| 4  | D    | Bobby Boswell      | 15 marzo 1983 (24 anni)    | 2     | 0    | D.C. United              |
| 6  | D    | Heath Pearce       | 13 agosto 1984 (22 anni)   | 6     | 0    | Nordsjælland             |
| 7  | D    | Danny Califf       | 17 marzo 1980 (27 anni)    | 14    | 1    | Aalborg                  |
| 12 | D    | Jimmy Conrad       | 12 febbraio 1977 (30 anni) | 20    | 1    | Kansas City Wizards      |
| 13 | D    | Jonathan Bornstein | 7 novembre 1984 (22 anni)  | 7     | 1    | Chivas USA               |
| 15 | D    | Drew Moor          | 15 gennaio 1984 (23 anni)  | 0     | 0    | FC Dallas                |
| 5  | C    | Benny Feilhaber    | 19 gennaio 1985 (22 anni)  | 8     | 2    | Amburgo                  |
| 11 | C    | Eddie Gaven        | 25 ottobre 1986 (20 anni)  | 3     | 0    | Columbus Crew            |
| 14 | C    | Ben Olsen          | 3 maggio 1977 (30 anni)    | 34    | 6    | D.C. United              |
| 16 | C    | Sacha Kljestan     | 9 settembre 1985 (21 anni) | 1     | 0    | Chivas USA               |
| 17 | C    | Kyle Beckerman     | 23 aprile 1982 (25 anni)   | 1     | 0    | Colorado Rapids          |
| 19 | C    | Ricardo Clark      | 10 maggio 1983 (24 anni)   | 6     | 0    | Houston Dynamo           |
| 21 | C    | Justin Mapp        | 18 ottobre 1984 (22 anni)  | 5     | 0    | Chicago Fire             |
| 8  | A    | Hérculez Gómez     | 6 aprile 1982 (25 anni)    | 0     | 0    | Colorado Rapids          |
| 9  | A    | Eddie Johnson      | 31 marzo 1984 (23 anni)    | 26    | 10   | Kansas City Wizards      |
| 10 | A    | Charlie Davies     | 25 giugno 1986 (21 anni)   | 1     | 0    | Hammarby IF              |
| 20 | A    | Taylor Twellman    | 29 febbraio 1980 (27 anni) | 24    | 6    | New England Revolution   |
| 25 | A    | Lee Nguyen         | 7 ottobre 1986 (20 anni)   | 1     | 0    | PSV                      |